# Nissan Cube
Nissan Cube (яп. 日産・キューブ Кю:бу; также распространено написание со строчной буквы cube; с англ. cube — куб, в честь формы кузова автомобиля) — серия автомобилей, выпускавшихся японской компанией Nissan (входит в альянс Renault Nissan) с 1998 по 2019 год в трёх поколениях. Первое поколение было представлено в 1998 году только для японского внутреннего рынка. Такая же была ситуация и с вторым поколением, выпускавшимся с 2002 по 2008 год. Третье поколение автомобиля также экспортировалось на рынки Северной Америки и Европы. Cube известен в первую очередь по своей необычной форме кузова, которая похожа на куб. По классификации Cube — это либо универсал (первые два поколения), либо субкомпактвэн (третье поколение).

## Первое поколение
Первое поколение (обозначенное Z10) было представлено в 1998 году. Автомобиль был построен на платформе Nissan Micra (известный как Nissan March на южно-азиатском рынке). В модельном ряду модель находилась между Nissan Micra и Nissan Sunny. Несмотря на то, что автомобиль производили для внутреннего рынка, его также экспортировали в Великобританию, Австралию и Гонконг.

## Второе поколение
Второе поколение было представлено в 2002 году и базировалось на 3-м поколении Nissan Micra. В 2003—2008 годах автомобиль экспортировался в Великобританию. В 2008 году на Нью-Йоркском автошоу была представлена электрическая версия Cube на Литий-ионных батареях.

## Третье поколение
Третье поколение было представлено 19 ноября 2008 года на Автосалоне в Лос-Анджелесе. Сначала продажи начались в Японии и США, а позже и в Европе.

## Награды
- 2009 год — издание Kelley Blue Book поместило автомобиль в Топ-10 среди лучших машин до 18000 $
- 2010 год — лучший мини-MPV по версии Insurance Institute for Highway Safety|IIHS
- 2010 год — лучший дизайн
- 2010 год — Издание Kelley Blue Book поместило автомобиль в Топ-10 лучших автомобилей для путешествий
- 2010 год — лучший автомобиль для владельцев собак по версии ААА
- 2010 год — лучший автомобиль в своем классе